# Betty Webb
Charlotte Elizabeth Webb, MBE (Shropshire, 13 de maio de 1923 – 31 de março de 2025), foi a última sobrevivente do grupo de pessoas que trabalhou como decifradora de códigos para decifrar as mensagens codificadas da Alemanha Nazista e do Império do Japão, em Bletchley Park, durante a Segunda Guerra Mundial aos 18 anos. A partir de 1941, ingressou no Serviço Territorial Auxiliar Britânico.
Cresceu com uma au pair alemã antes de se tornar um estudante de intercâmbio na Alemanha. Ao chegar a Bletchley, foi encarregada de catalogar mensagens de rádio alemãs criptografadas interceptadas pelos britânicos, contribuindo para a quebra da cifra alemã Enigma. Durante seu tempo em Bletchley, também trabalhou em mensagens japonesas interceptadas. Após o fim da guerra na Europa, viajou para Washington, D.C. para ajudar os americanos na guerra do Pacífico.
Em fevereiro de 2021, morava em Worcestershire, na Inglaterra.
Recebeu a Ordem do Império Britânico (MBE), em 2015. Em 2021, o seu trabalho, em Bletchley Park, foi reconhecido pelo governo da França com o prêmio da Légion d'Honneur.
Em 2023, o livro dela, "No More Secrets", foi lançado na data de aniversário de 100 anos da Betty Webb.

## Morte
Morreu em 31 de março de 2025, aos 101 anos.